# 君士坦丁·孔多米忒
君士坦丁·孔多米忒（活跃时期为841年－860年）是拜占庭帝国的贵族与将领。

## 生平
作为色雷斯西亚军区的将军，他在841年沉重打击了侵袭拉特罗斯山一座富有僧侣社区的克里特撒拉森人。此前或此后不久，君士坦丁将女儿嫁给了大臣巴尔达斯，后者是皇后狄奥多拉的外甥，大主教佛提乌的侄子。之后巴尔达斯跟随了其岳父的姓氏。
859年，皇帝米海尔三世派他率领300艘船前往西西里岛对抗阿拉伯人。拜占庭军队遭到阿拔斯·伊本·法德尔率领的阿拉伯军队的重大打击，被迫撤回船上。

### 脚注
1. ↑  Treadgold 1988，第324–325頁.
2. 1 2 3  Winkelmann et al. 2000，第567–568頁.
3. ↑  Winkelmann et al. 1999，第267–268頁; Treadgold 1988，第355, 454 (Note #474)頁.

### 书籍
- Treadgold, Warren. . Stanford, California: Stanford University Press. 1988  [2019-11-14]. ISBN 978-0-8047-1462-4. （原始内容存档于2020-08-06）.
- Winkelmann, Friedhelm; Lilie, Ralph-Johannes; Ludwig, Claudia; Pratsch, Thomas; Rochow, Ilse. . . Berlin, Germany and New York, New York: Walter de Gruyter. 1999: 267–268  [2019-11-14]. ISBN 978-3-11-015179-4. （原始内容存档于2014-05-08） （德语）.
- Winkelmann, Friedhelm; Lilie, Ralph-Johannes; Ludwig, Claudia; Pratsch, Thomas; Rochow, Ilse. . . Berlin, Germany and New York, New York: Walter de Gruyter. 2000: 567–568  [2019-11-14]. （原始内容存档于2014-05-11） （德语）.